# Уманцевское сельское муниципальное образование
Уманцевское сельское муниципальное образование — сельское поселение в Сарпинском районе Калмыкии. Административный центр и единственный населённый пункт в составе поселения — село Уманцево. Также на территории СМО расположен хутор Терновой, оставшийся без населения.

## География
СМО расположено в центральной части Сарпинского района, в пределах Ергенинской возвышенности.
Уманцевское СМО граничит:
- на севере — с Коробкинским СМО;
- на востоке — с Садовским и Кировским СМО;
- на юге — с Обильненским СМО;
- на юго-западе — с Кануковским СМО;
- на западе — с Шарнутовским СМО).

## Население
| 2002 | 2010 | 2011 | 2012 | 2013 | 2014 | 2015 |
| ---- | ---- | ---- | ---- | ---- | ---- | ---- |
| 742  | ↘656 | ↗660 | ↘651 | ↘629 | ↘609 | ↘597 |
| 2016 | 2017 | 2018 | 2019 | 2020 | 2021 |      |
| ↘580 | ↘554 | ↘551 | ↘539 | ↘527 | ↘499 |      |

Население СМО (на 01.01.2012 года) составляет 659 человек. Плотность населения в СМО составляет 2,1 чел./км². Возрастная структура населения: население моложе трудоспособного возраста составляет 13,6 %, в трудоспособном возрасте — 66,7 %, старше трудоспособного возраста — 19,7 %. Соотношение мужчин и женщин составляет, соответственно, 50,9 % и 49,1 % (преобладает мужское население). Национальный состав: русские — 68,9 %, калмыки — 21,3 %, другие национальности — 9,8 %.

## Экономика
Основная отрасль экономики — сельское хозяйство. Ведущими сельскохозяйственными предприятиями в СМО являются СПК «Уманцевский», специализирующийся на животноводстве (основной профиль) и растениеводстве и КФХ «Сарпинское» (Кривчич Л. Е.), в составе которого построен и функционирует свиноводческий комплекс на 6 тыс. голов молодняка реализации в год. Кроме того, хозяйственную деятельность со специализацией на животноводстве (преимущественно) и растениеводстве в СМО ведут 3 КФХ и 2 ЛПХ.